# Bauernhof Schulweg 1

Das Gebäude aus der Südostansicht (2025)

Der «Bauernhof» Schulweg 1 in Oberägeri im Kanton Zug ist ein markantes Gebäude im Dorfzentrum. Früher war es ein Gasthof, heute ist darin die Schulverwaltung der Gemeinde untergebracht. Das Gebäude wurde vor 1822 erstellt. Das genaue Baudatum ist nicht bekannt.

## Besitzer
Der erste bekannte Besitzer war Johann Josef Nussbaumer. Er lebte vom 25. Januar 1804 bis am 14. Mai 1852. Er war Weibel und Wirt. Am 9. Juni 1849 erhielt er die Erlaubnis, eine Schenkenwirtschaft mit Namen «Bauernhof» zu eröffnen. Daneben handelte er mit baumwollenem Tuch, Sensen und Wetzsteinen. Das Wirtepatent erhielt er erstmals 1846. Verheiratet war er seit dem 6. November 1837 mit Gertrud Nussbaumer vom Hof Kirchmatt. Sie lebte von 1815 bis 1895. Die beiden hatten drei Söhne: Johann Baptist, (1838 bis 1887) Josef Albert (1844 bis 1930) und Johann Josef, genannt Christian. Josef Albert Nussbaumer übernahm dann den Bauernhof von seinem Bruder Johann Baptist, wahrscheinlich, weil dieser relativ jung gestorben war. Josef Albert Nussbaumer und seine Frau hatten allerdings keine Kinder. Aber eine Nichte war da: Maria Elisabeth, eine Tochter des Bruders Johann Baptist Nussbaumer. Diese Nichte Maria hatte sich 1897 mit Johann Hegglin von Menzingen verheiratet. Von 1901 bis 1930 gehörte der «Bauernhof» ihr und Josef Albert Nussbaumer gemeinsam. Josef Albert Nussbaumer starb am 3. Oktober 1930. Anschliessend war sie alleinige Besitzerin der Liegenschaft.
Vater Johann Josef Nussbaumer und sein Sohn Josef Albert Nussbaumer hatten auch bedeutende Ämter inne: Johann Baptist war Weibel, Kantonsrat, Gemeinde-, Korporations-, Bürger- und Kirchenschreiber. Sohn Josef Albert betätigte sich als Kirchen- und Bürgerschreiber. Er war auch Einwohnerrat der Gemeinde Oberägeri.

## Baugeschichte

Die Ansicht von Osten aus

Das stattliche Gebäude wurde gemäss Eintrag in den Akten der Gebäudeversicherung Zug vor 1822 erstellt. Ursprünglich war das Gebäude tatsächlich ein Wohnhaus eines Bauernbetriebs, wie die nebenanliegende Scheune belegt (Siehe Flugaufnahme in der Bildergalerie). Später diente das Haus wie als Gasthaus. In den Vierziger-Jahren nach dem Krieg wirtete im Gasthaus die nächste Generation Hegglin – die beiden Schwestern Leny Hegglin-Henggeler und Anna Mary Henggeler. Sie vermieteten auch Zimmer in ihrer Pension (Siehe Werbekarte in der Bildergalerie). Nationale und internationale Gäste verbrachten im schönen Voralpental mit seiner frischen (Kur-)Luft und dem sauberen See gerne kürzere und längere Ferien, wovon die beiden Wirtinnen profitierten. Es gab zahlreiche, weitere Pensionen, Kuranstalten, Hotels, insbesondere auch Kinderheime, wo Kinder aus Städten Kuren unterworfen wurden, beispielsweise gegen Tuberkulose. Die Pension Bauernhof verfügte auch bereits über einen Telefonanschluss. Die Nummer lautete 45.241 (Siehe Werbeflyer in der Bildergalerie).

## Verkauf an Einwohnergemeinde
Eine Schulhausbaukommission unter dem Vorsitz von Ernst Bai, Bankinspektor und gemeindlich bekannter Philanthrop, suchte seit 1940 geeignetes Land, um einen Schulhaus-Neubau zu realisieren. Sie wurde in der Liegenschaft «Bauernhof» fündig. Der damalige Besitzer verkaufte dann die Liegenschaft an Ernst Bai, der sie für eine kurze Zeitspanne besass. Die Gemeindeversammlung vom 11. April 1948 entschied dann auf Antrag von Ernst Bai, die gesamte Liegenschaft mit Gasthaus, Scheune und zirka 3 Hektaren Land zu kaufen. Der Kaufpreis betrug 82 500 Franken. Die Versammlung genehmigte in diesem Zusammenhang auch die Einrichtung und den Umbau zu einer «Kleinkinderschule, Hauswirtschafts- und Handarbeitsschule und einer Lehrschwesternwohnung.» Von 1948 bis 1969 fand dann im Haus nebst normalem Unterricht auch die «Hauswirtschaftliche Fortbildung» statt. Diese war für alle Mädchen im Alter von 16 bis 18 Jahren obligatorisch. Bis 1995 diente das Gebäude dann tatsächlich auch als Gemeindehaus mit Kanzlei, Sitzungszimmer und weiteren Verwaltungsräumen. 1995 bezog die Gemeindeverwaltung Räume im neu erstellten «Rathaus» an der Alosenstrasse. Der Name «Rathaus» rührt daher, dass Oberägeri schon früher ein Rathaus, welches am Dorfbach, nahe der Kirche, gestanden hatte, besass. Es wurde 1830 abgebrochen.
Die Verwaltung der Schule und der Musikschule ist weiterhin im «Bauernhof» einquartiert. Das Dachgeschoss wird als Mietwohnung genutzt.

## Architektonische Besonderheiten

Die Türinschrift verweist auf die einstige Funktion des Hauses.

Das Gebäude ist eigentlich ein Holzbau, der verputzt wurde. Es stammt aus der Mitte des 19. Jahrhunderts. Das Treppenhaus ist als sogenanntes «Risalit», also als Vorbau zum Gebäude gestaltet. Ein sehenswertes Detail dieses Eingangs zum Treppenhaus ist das Sandsteinportal von 1850. Zur Zeit, als das Haus Gasthaus und Pension war, existierte eine Gartenwirtschaft vor dem Haus. Das Haus war mit grosser Inschrift über dem zweiten Geschoss als «Gasthaus Bauernhof» gekennzeichnet.

## Bilder

Witziger Flyer für den Gasthof
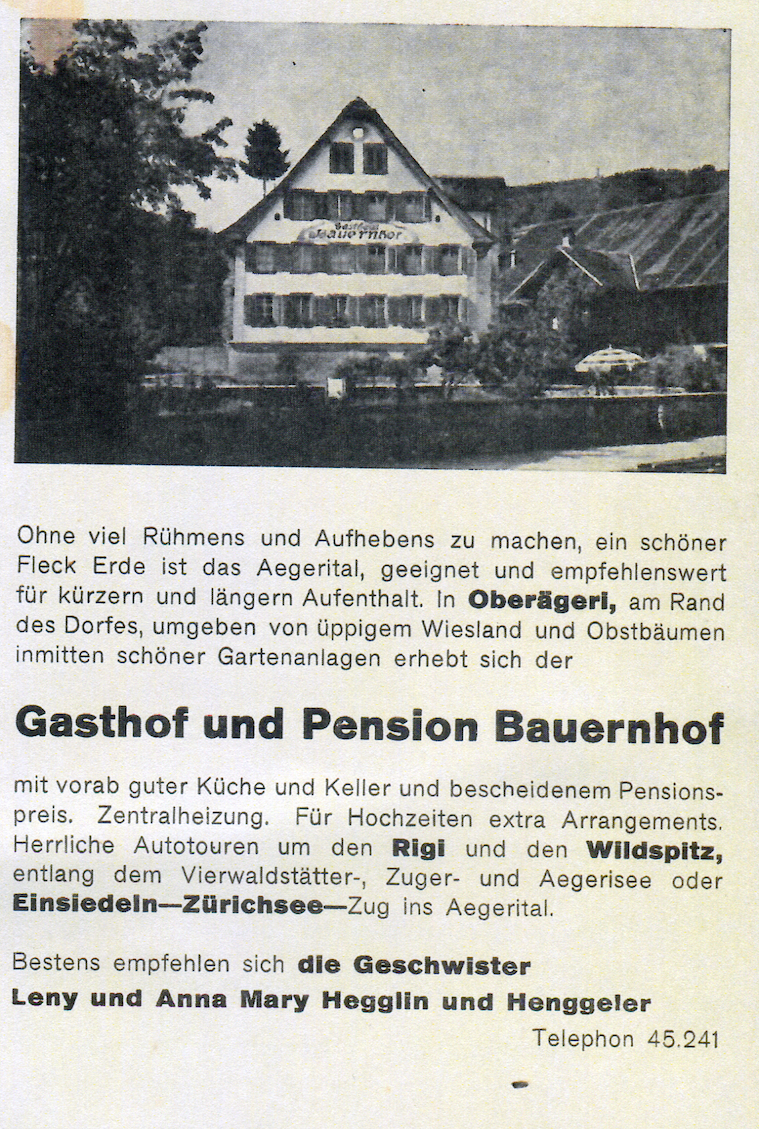
Die Rückseite mit dem Angebot des Hauses
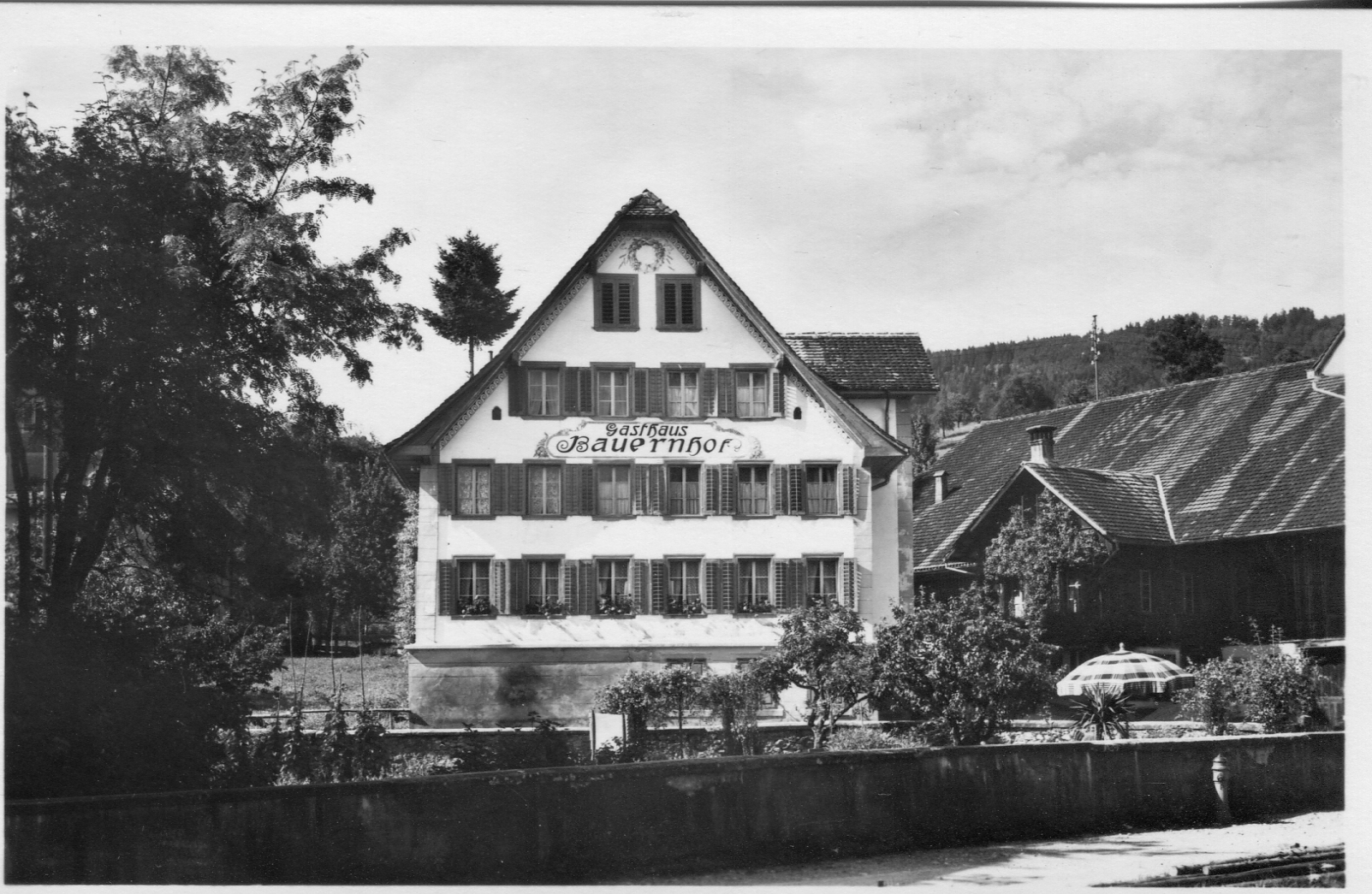
Ansichtskarte des Gasthofes Bauernhof
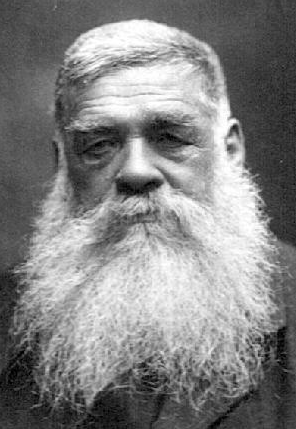
Josef Albert Nussbaumer war einer der Besitzer des Gasthofs.
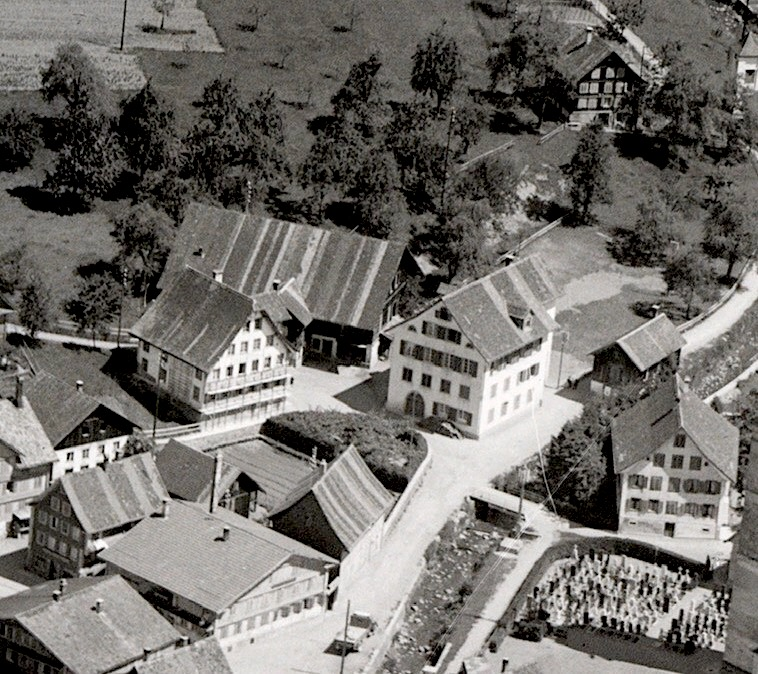
Auf dem Flugbild erkennt man den Bauernhof in der Mitte des Fotos
Rechts der Bauernhof, links das alte Schulhaus, im Hintergrund die Kirche Oberägeri (2025)
Der Eintrittsbereich mit Sandsteinportal
So präsentiert sich das Gebäude von Nordwesten aus.

## Hintergrund: Das Projekt der Bürgergemeinde Oberägeri
Die Bürgergemeinde Oberägeri stellt besondere Häuser und ihre Geschichte vor. Start des Projektes war der Frühling 2023. Jedes porträtierte Haus erhält eine Tafel, welche an der Fassade befestigt wird. Als erstes Gebäude in Oberägeri wurde das «Zurlaubenhaus» am 30. Oktober 2023 mit einer Tafel versehen.